# 格里博蒙站
格里博蒙站（Gribaumont）是布鲁塞尔地铁1号线的车站，位于比利时布鲁塞尔首都大区圣兰布雷赫茨-沃吕沃。

## 名称
该站得名于附近的路易·格里博蒙大道，其以当地地主、道路建设资助者路易·格里博蒙（Louis Gribaumont）命名。